# Euporus gracilis
Euporus gracilis là một loài bọ cánh cứng trong họ Cerambycidae.